# Musée Napier

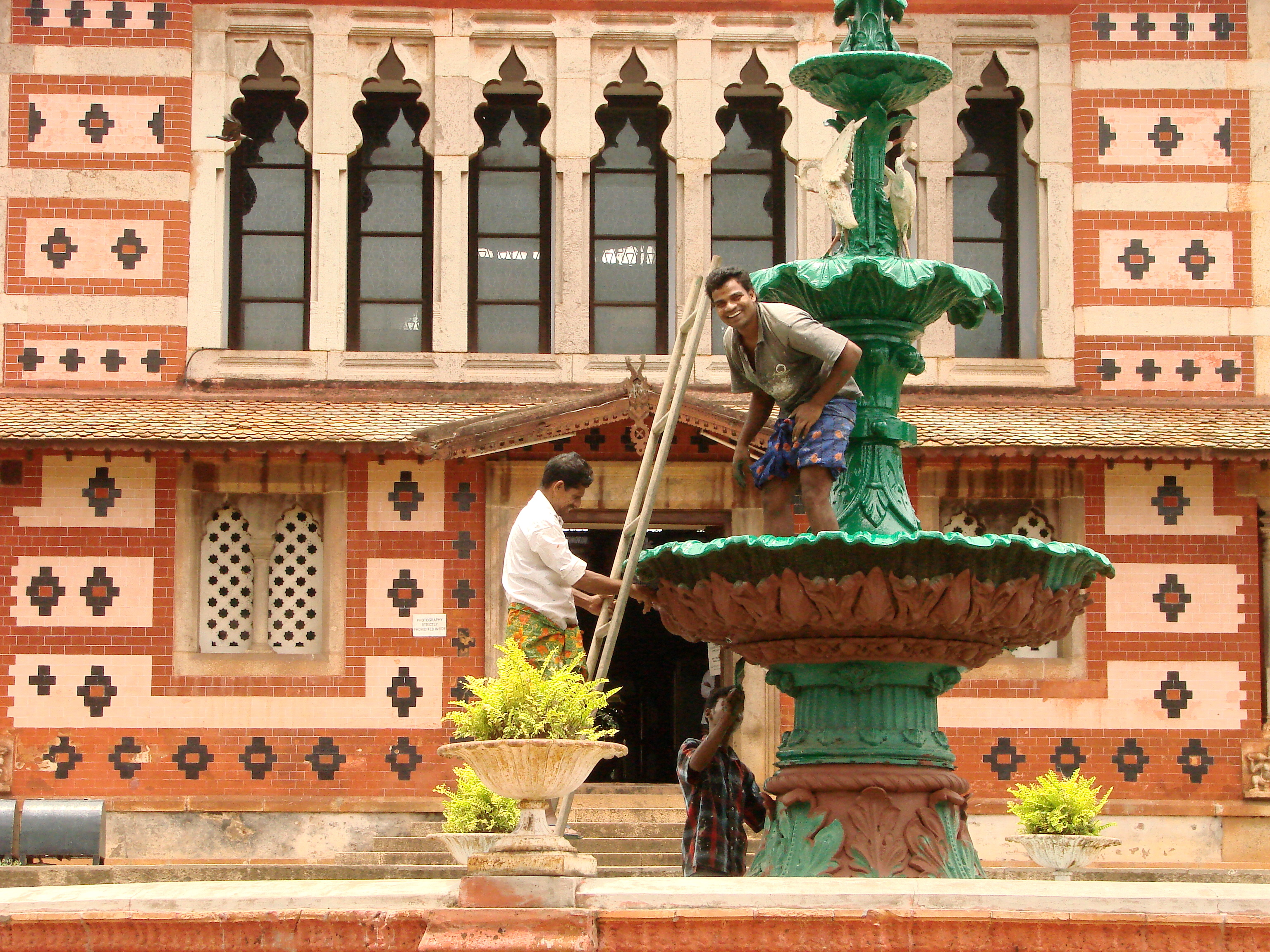
Dans le zoo.

Le Musée Napier (en malayalam : നേപ്പിയർ മ്യൂസിയം) est un musée d'art et d'histoire situé à Thiruvananthapuram, capitale de l'État du Kerala en Inde. 

## Historique
Créé en 1855, il porte le nom de Lord Napier qui fut gouverneur de Madras. Les bâtiments actuels furent construits en 1874.

## Collections
Le musée présente une collection d'objets archéologiques, bronzes, chariot processionnel, ivoires, mais aussi la galerie d'art Sri Chitra présentant des œuvres de Raja Ravi Vama ou Nicolas Roerich, de la culture moghole et Tanjore. Dehors, un parc animalier créé en 1857, installé sur 55 acres est l'un des plus anciens de l'Inde.